# Vulkánská erupce

Schéma erupce vulkánského typu.
Popis: 1. Plyno-popelový mrak, 2. lapili, 3. Lávová fontána, 4. Spád vulkanického popela, 5. Vulkanická puma, 6. Lávový proud, 7. Vrstvy lávy a popela, 8. Stratum, 9. sill, 10. Přívod magmatu, 11. Magmatický krb, 12. dajka

Vulkánské erupce (odvozeno z názvu sopky Vulcano) označuje sopečnou erupci explozivního typu, jejíž projevy popsal italský vulkanolog Giuseppe Mercalli, přítomný při erupcích Vulcana v letech 1888–1890: „… jako dělostřelecká palba s dlouhými intervaly…“
Vulkánský typ erupce probíhá následovně: viskózní magma (převážně čedičově-andezitového složení) s vyšším obsahem rozpuštěných plynů (často i většího množství vodních par z odpařené spodní vody) je vyvrhováno z kráteru v delších, pravidelně se opakujících intervalech. Její vyvrženiny jsou často pevné a jsou doprovázeny mrakem tvaru květáku, tvořeného plyny a popelem. Tefry a pyroklasty bývají často uloženy v širokém okolí sopky.
V letech 1888–1890 pozoroval italský vulkanolog Giuseppe Mercalli u vulkánů Stromboli a Vulcano rozdílné typy erupcí. Oba druhy dostaly podle místa erupce také svůj název, který se užívá i v Indexu sopečné výbušnosti: stupeň č. 1 – strombolská erupce a č. 2 – vulkánská erupce.